# الجمعية الأمريكية للقانون الدولي

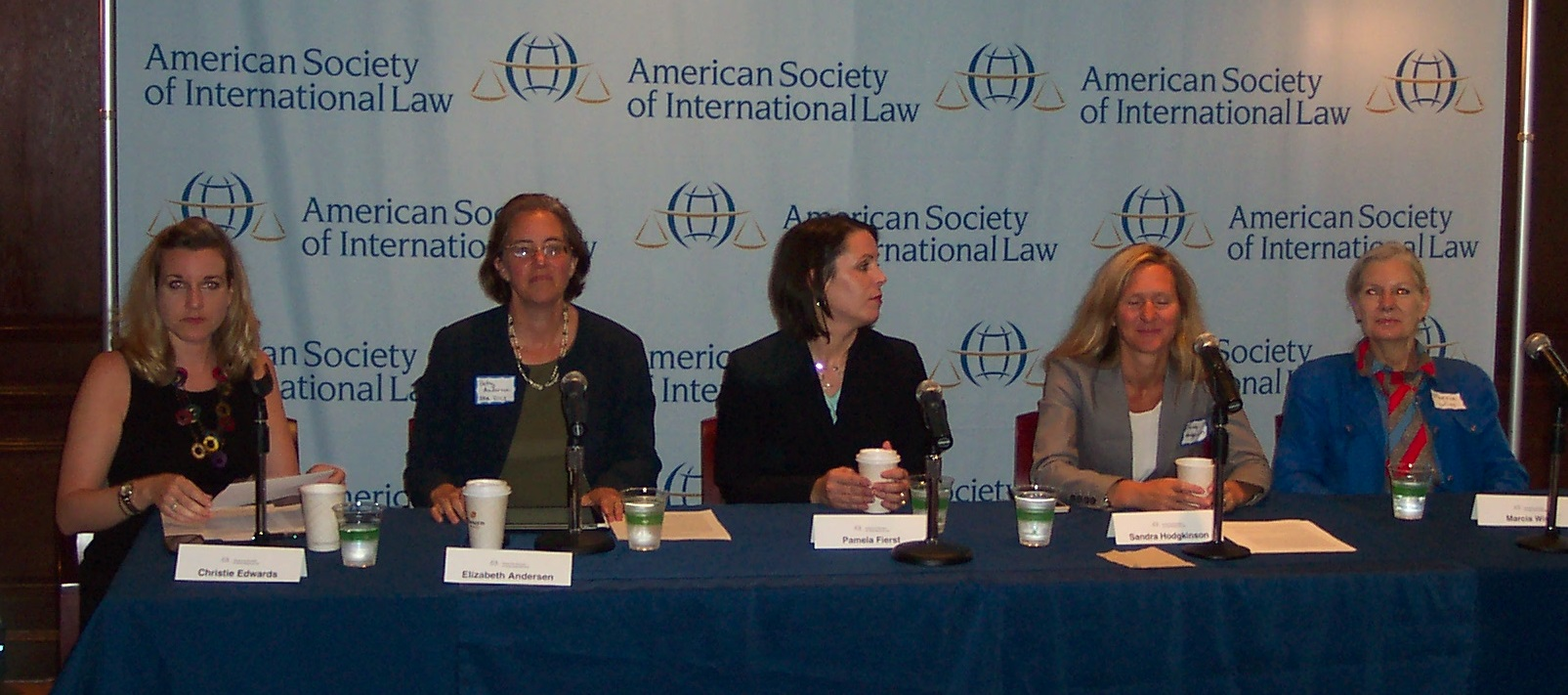
في ندوة لمجموعة اهتمام النساء التابعة للجمعية الأمريكية للقانون الدولي في 31 أغسطس 2014، (من اليسار إلى اليمين): كريستين إدواردز، إليزابيث أندرسون، باميلا فييرست، ساندرا إل. هودجكينسون، ومارسيا ويس يتحدثن عن القانون الدولي والمهن.

الجمعية الأمريكية للقانون الدولي (بالإنجليزية: American Society of International Law، واختصارًا: ASIL) هي جمعية مهنية للمحامين المختصين بالقانون الدولي في الولايات المتحدة. تأسست الجمعية في عام 1906.
بعد مؤتمر ليك موهونك للتحكيم الدولي، شعر بعض المشاركين بالحاجة إلى تأسيس جمعية تُعنى بالقانون الدولي على نحو منفصل عن التحكيم الدولي. وفي اجتماع عُقد في 9 ديسمبر 1905 في منزل أوسكار س. ستراوس، تم الاتفاق على تأسيس الجمعية.
عُقد الاجتماع السنوي الأول للجمعية في واشنطن العاصمة في 19–20 أبريل 1907. وكان إليهو روت أول رئيس للجمعية، واستمر في المنصب حتى تقاعده في عام 1924. وخلفه تشارلز إيفانز هيوز، الذي شغل المنصب من 1924 إلى 1929، قبل أن يُعين قاضيًا في المحكمة الدائمة للعدل الدولي في لاهاي.
في عام 1950، منحت الكونغرس الأمريكي الجمعية ميثاقًا لتشجيع دراسة القانون الدولي وتعزيز العلاقات الدولية القائمة على القانون والعدالة. وتتمتع الجمعية بوضع استشاري من الفئة الثانية لدى المجلس الاقتصادي والاجتماعي للأمم المتحدة (ECOSOC). كما أن الجمعية عضو في مجلس الجمعيات العلمية الأمريكية.
يقع المقر الرئيسي للجمعية في واشنطن العاصمة. حتى عام 1911، كانت مكاتب الجمعية في منزل جيمس براون سكوت، أحد الشخصيات البارزة في الجمعية. ثم نُقلت المكاتب في عام 1911 إلى مؤسسة كارنيغي للسلام الدولي.
من بين منشورات الجمعية:
- المجلة الأمريكية للقانون الدولي (تنشر أربع مرات في السنة)
- International Legal Materials (تنشر كل شهرين منذ عام 1962)[7]
- Benchbook on International Law
- Proceedings of the ASIL Annual Meeting

## وصلات خارجية
- الموقع الرسمي